# Cordão de Fedotova

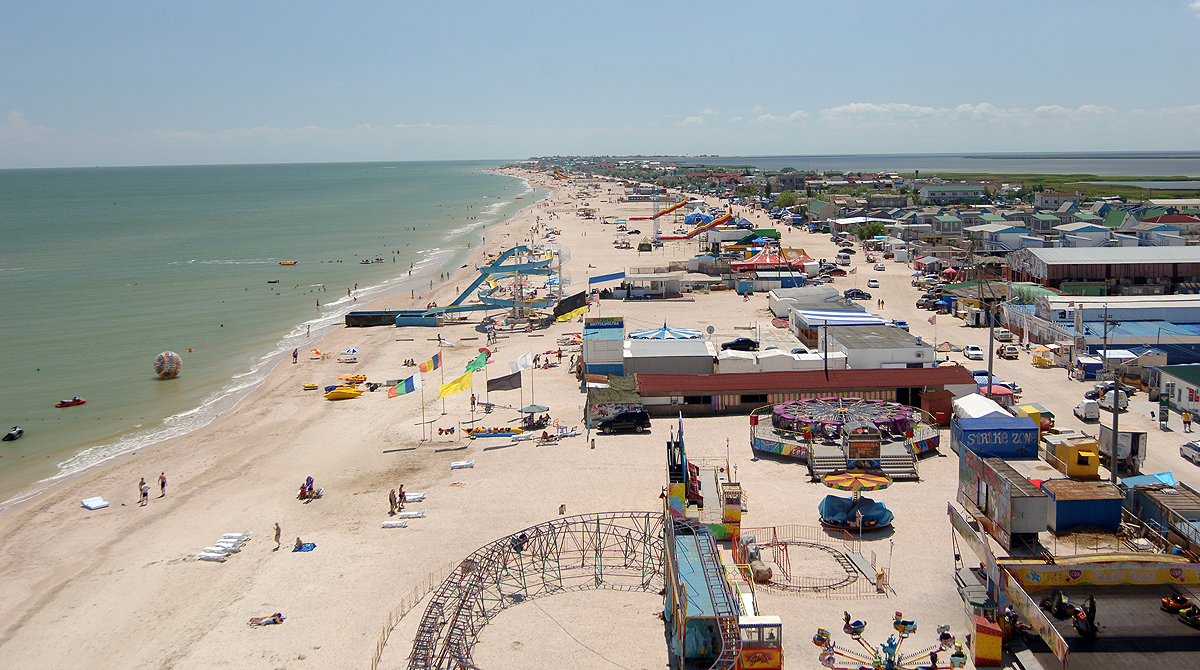
Vista do cordão de Fedotova em Kyrylivka

Fedotova (em ucraniano:  Федо́това коса, transl. Fedótova kosa) é um cordão ístmico arenoso localizado na parte noroeste do mar de Azov, entre os oblasts de Kherson e Zaporíjia, Ucrânia. Fedotova era uma península, mas foi conecta com Byriuchyi em 1929, tornando-se no maior cordão no mar de Azov, com 45 km de comprimento. O seu nome foi dado em homenagem a Teódoto de Ancira.

## História
Durante a Guerra Russo-Turca de 1735–1739 o capitão Pierre De Frémery destruiu o seu navio em Fedotova para evitar ser capturado, deixando as galés turcas avançarem.
Em 1996, Fedotova foi declarado reserva paisagística de importância nacional em 1996 e faz parte dos parques naturais nacionais de Azov–Sivash desde 1993 e de Pryazovskyi desde 2010.
Em julho de 2020, Fedotova ficou completamente inundado devido a uma tempestade.